# Mihai Trăistariu
Mihai Trăistariu (Piatra Neamţ; 16 de diciembre de 1976); músico y cantante rumano. Representó a Rumanía en el Festival de la Canción de Eurovisión 2006 con Tornerò, una canción en inglés con estribillo en italiano, que finalizó cuarta con 172 puntos. Él puede alcanzar con su voz los 5 octavos y 1/3.
Mihai Trăistariu comenzó su carrera musical a los 16 años, aunque a los 7 años ya tocaba el piano. Formó un grupo llamado Valahia, junto con Dorin Topala. Este grupo desapareció en el año 2003. Algunos de los sencillos de Valahia que merece la pena recordar son: "Why", "Mama", "Singur", "Nu plange iubito" entre muchas otras...
Posteriormente, en 2004 lanzó su primer sencillo en solitario ("Sha-la-la")
Ha participado en muchos festivales internacionales y competiciones (un total de 6 veces), incluyendo cinco participaciones en la Selección Nacional Rumana para Eurovisión. En éstos siempre se quedó 2º y 3º siempre, hasta que en el año 2006 ganó ese concurso rumano de preselección. En Eurovisión dio un giro total su carrera internacional siendo conocido en práctimcamente todos los países de Europa, con su éxito: "Tornerò".
En años posteriores ha realizado algunos trabajos como "Dimmi si o no" o el álbum de Navidad, llamado 
Christmas.
Actualmente está trabajando en su nuevo disco que será llamado Love is..., que incluye algunas canciones como "Your love is high". Este se lanzará en 14 países y contiene canciones en varios idiomas: 6 de ellas son en español, en chino, italiano, portugués, kumbala...
Mihai Trăistariu vive actualmente en la localidad costera de Constanţa. Ha editado 10 discos en Rumanía desde el comienzo de su carrera, de los cuales ha vendido 1,5 millones de copias. Además su hermano es un conocido pintor de Rumanía, llamado Vasile Trăistariu.
Su último sencillo se llama "Scegli".